# Скандал з договірним матчем в Англії (1915)
Скандал з договірним матчем в Англії 1915 року, також відомий як скандал Великої п'ятниці (англ. The Good Friday scandal) стався після гри Першого дивізіону Футбольної ліги між «Манчестер Юнайтед» і «Ліверпулем» на «Олд Траффорд» 2 квітня (Велика п'ятниця) 1915 року. Матч був договірним на користь «Манчестер Юнайтед». Гравці обох клубів зробили букмекерські ставки на заздалегідь обговорений результат, сподіваючись виграти гроші.

## Передісторія
У сезоні 1914/15 «Манчестер Юнайтед» боровся за виживання у вищому дивізіоні і до кінця сезону йому потрібні були очки для того, щоб не вибути у Другий дивізіон. «Ліверпуль» знаходився в середині турнірної таблиці Першого дивізіону і очок не потребував. Крім того, до того моменту вже велася Перша світова війна. До кінця березня 1915 року було зрозуміло, що всі офіційні футбольні турніри в Англії після завершення сезону будуть припинені на невизначений термін, що повинно було спричинити безробіття і відсутність засобів до існування у професійних футболістів.

## Матч
2 квітня 1915 року «Манчестер Юнайтед» виграв у «Ліверпуля» з рахунком 2:0, обидва голи забив Джордж Андерсон. Суддя і деякі спостерігачі помітили, що «Ліверпуль» грав занадто розслаблено, не докладаючи зусиль. Також у матчі був нереалізований пенальті, коли за рахунку 1:0 на користь «Юнайтед» після порушення правил Бобом Перселлом Патрік О'Коннелл влучив у ворота «Ліверпуля». Незважаючи на те, що О'Коннелл пробив сильно мимо воріт, майже у бік кутового прапорця, він не сильно засмутився, а навпаки, сміявся, будучи впевненим, що його команда зможе забити ще. Дійсно, вже у другому таймі «Юнайтед» забив другий гол, після чого жодна з команд не намагалася змінити рахунок. За деякими даними, в матчі був призначений ще один пенальті вже у ворота «Юнайтед», який не забив Джекі Шелдон, однак у більшості джерел згадування про другий пенальті немає.
Глядачам, присутнім на «Олд Траффорд», гра не сподобалася навіть незважаючи на те, що господарі вели в рахунку і в підсумку здобули перемогу: протягом матчу з трибун чувся свист. Головний тренер «Манчестер Юнайтед» Джек Робсон пішов зі стадіону ще до закінчення гри, незадоволений тим, що відбувається на полі.
| 1 дивізіон. 31 тур 2 квітня 1915 | Манчестер Юнайтед | 2:0    | Ліверпуль | Манчестер                                         |  |
| 15:30 BST | Андерсон 40', 75' | (звіт) |           | Стадіон: Олд Траффорд Глядачі: 12 000 Суддя: Шарп |  |
| Боббі Біл (вр), Джон Ходж, Волтер Спретт, Джеймс Монтгомері, Пет О'Коннелл (к), Джозеф Хейвуд, Біллі Мередіт, Артур Поттс, Джордж Андерсон, Інок Вест, Джо Нортон Ілайша Скотт (вр), Ефраїм Лонгворт (к), Боб Перселл, Том Фейрфол, Філ Бретлі, Дональд Мекінлей, Джекі Шелдон, Біллі Бенкс, Фред Пегнем, Том Міллер, Джиммі Ніколл |                   |        |           |                                                   |  |

## Розслідування
Після матчу стало відомо, що великі суми грошей були поставлені на перемогу «Юнайтед» з рахунком 2:0 (з коефіцієнтом 7 до 1 або 8 до 1). Букмекери заморозили виплати виграшів по цій грі і повідомили, що заплатять £50 за інформацію, яка зможе допомогти в розслідуванні. Футбольна асоціація Англії провела власне розслідування і виявила факт змови футболістів обох команд. Було встановлено, що у змові брали участь: Сенді Тернбулл, Артур Воллі і Інок Вест з боку «Манчестер Юнайтед» і Джекі Шелдон, Том Міллер, Боб Перселл і Томас Фейрфол з боку «Ліверпуля». Шелдон, який раніше грав за «Юнайтед», був визнаний головним організатором змови.
Примітно, що з «змовників» у самому матчі зіграли всі четверо гравців «Ліверпуля» і лише один гравець «Юнайтед» (Вест). Тернбулл і Воллі в матчі не зіграли.
Деякі футболісти, включаючи Фреда Пегнема з «Ліверпуля» і Джорджа Андерсона з «Манчестер Юнайтед», відмовилися брати участь у змові. Пегнем погрожував забити гол, щоб зіпсувати результат, і в кінцівці матчу пробив у поперечину, що викликало обурення його одноклубників.
Під час розслідування Пегнем дав свідчення, в яких повідомив, що перед грою до нього підійшов Джекі Шелдон і запропонував £3 за участь у змові, але Пегнем відмовився. Гравець «Манчестер Юнайтед» Біллі Мередіт заперечував свою участь у змові, але зізнався, що запідозрив недобре, коли під час гри ніхто не віддавав йому пас.

## Покарання
27 грудня 1915 року всі семеро футболістів, визнаних винними в участі в змові з метою заробітку грошей, були довічно дискваліфіковані. За деякими даними, учасників було більше: у змові брали участь Лоуренс Кук, футболіст «Стокпорт Каунті» (він також отримав довічну дискваліфікацію), і Фред Гавард з «Манчестер Сіті».
Футбольна асоціація Англії прийшла до висновку, що змова була ініційована гравцями без участі керівництва їх клубів, тому клуби не отримали штрафів та зняття очок.

## Наслідки
Інок Вест категорично протестував проти своєї дискваліфікації, заявивши про свою невинність, і навіть подав позов про наклеп. Однак він двічі програв у суді, після чого грав в Ірландії під вигаданим ім'ям, був розкритий і знову дискваліфікований.
Сама по собі дискваліфікація не мала негайного ефекту, оскільки до моменту її винесення офіційні футбольні змагання в Англії були припинені у зв'язку з війною. Також дискваліфікація не поширювалася на Шотландію (четверо з семи футболістів були шотландцями), тому теоретично футболісти могли продовжити грати в Шотландії, проте і там всі змагання також були скасовані у зв'язку з війною.
Футбольна асоціація Англії оголосила, що довічна дискваліфікація футболістів може бути скасована, якщо вони вступлять до лав Британської армії і візьмуть участь у бойових діях у війні. Всі, крім Веста, погодилися.
Сенді Тернбулл був убитий 3 травня 1917 рік в битві при Аррасі. Артур Воллі був серйозно поранений в битві біля Пашендейле, але вижив і навіть продовжив грати у футбол після війни.
У 1919 році зі всіх учасників змови, крім Веста, пожиттєва дискваліфікація була знята (з Сенді Тернбулла — посмертно).
Офіційні турніри в Англії поновилися в сезоні 1919/20. Продовжили грати троє гравців «Ліверпуля» (Шелдон, Міллер і Перселл) і один гравець «Юнайтед» (Воллі). Фейрфол завершив кар'єру. Весту зняли дискваліфікацію лише в 1945 році, коли йому було 59 років.
Хоча мотив змовників був суто фінансовим, а не турнірним, ті два очки, що «Юнайтед» заробив в матчі проти «Ліверпуля», дозволили команді зайняти 18-е місце і уникнути вильоту, випередивши на 1 очко «Челсі», що зайняло 19-е місце. «Челсі» номінально вибув з Першого дивізіону, проте ще до початку сезону 1919/20 Футбольна ліга розширила Перший дивізіон з 20 до 22 команд, тому лондонський клуб залишився у вищій лізі.